# Adam Myjak
Adam Myjak, né le 3 janvier 1947 à Stary Sącz (voïvodie de Cracovie) et mort le 5 avril 2025, est un sculpteur, un médailleur et enseignant polonais, professeur à l'Académie des beaux-arts de Varsovie, dont il est élu recteur à plusieurs reprises (1990, 1996, 1999, 2012).

## Biographie
Adam Myjak passe son enfance à Częstochowa, où il commence ses études. En 1958, les parents et leurs cinq enfants s'installent à Sandomierz. Là, il termine l'école primaire, puis, en 1965, le 1er lycée général - Collegium Gostomianum. Conformément à ses intérêts artistiques, il commence ses études la même année à la Faculté de sculpture de l'Académie des Beaux-Arts de Varsovie, sous la direction de Stanisław Słonina, Stanisław Kulon et Marian Wnuk.
Il devient associé de façon permanente à son alma mater. Entre 1979 et 1981, il bénéficie d'une bourse artistique à Duisbourg , en Allemagne, où il donne des cours de sculpture à la Faculté des Beaux-Arts de l'Université locale.
À l'Académie des Beaux-Arts, il gravit tous les échelons de la carrière académique, d'assistant à professeur titulaire. Il est élu recteur de cette université à plusieurs reprises (1990-1996, 1999-2006, 2012-2020).
En 2009, il devient membre actif de l'académie polonaise des Arts et des Sciences.
Il est rédacteur graphique du magazine Orientacja et du magazine littéraire mensuel pour les jeunes Nowy Wyraz, et est associé à la génération poétique de 1968, pas seulement formellement. Il est boursier du ministère de la Culture et des Arts en 1971 et 1974. Il reçoit le prix du Premier ministre en 1979.
En 2005, il reçoit la Médaille d'or du mérite culturel – Gloria Artis des mains du ministre de la Culture, Waldemar Dąbrowski.
En 2020, il reçoit le Prix du ministre de la Culture et du Patrimoine national pour ses réalisations organisationnelles.
Adam Myjak meurt le 5 avril 2025 à l'âge de 78 ans.

## Principales œuvres et expositions

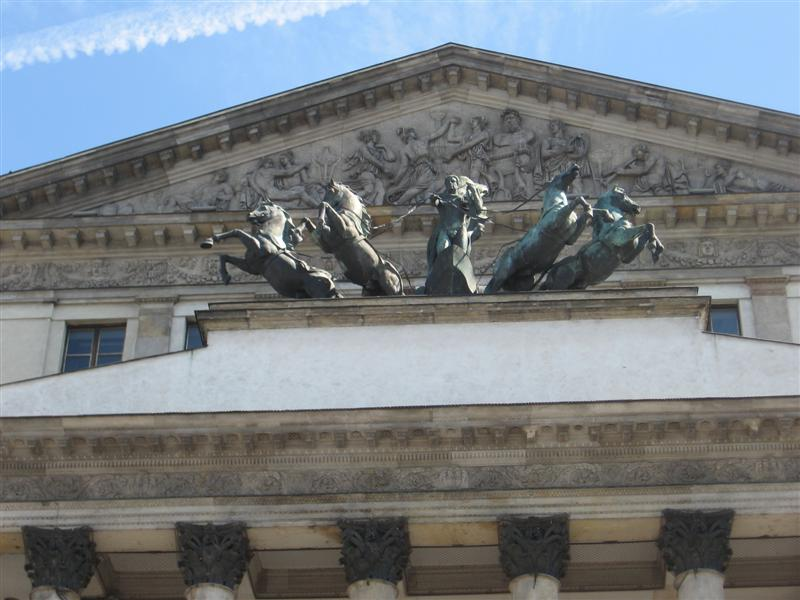
Le Quadrige d’Apollon au fronton du Grand Théâtre de Varsovie (Opéra). Œuvre d'Adam Myjak et Antoni Janusz Pastwa

L’œuvre d'Adam Myjak a fait l'objet de plus 50 expositions en Pologne, en Allemagne, en république tchèque.